# Église Saint-Pierre-et-Saint-Paul de Viel-Arcy
Pour les articles homonymes, voir Église Saint-Pierre-et-Saint-Paul.
L'église Saint-Pierre-et-Saint-Paul est une église située à Viel-Arcy, en France.

## Description

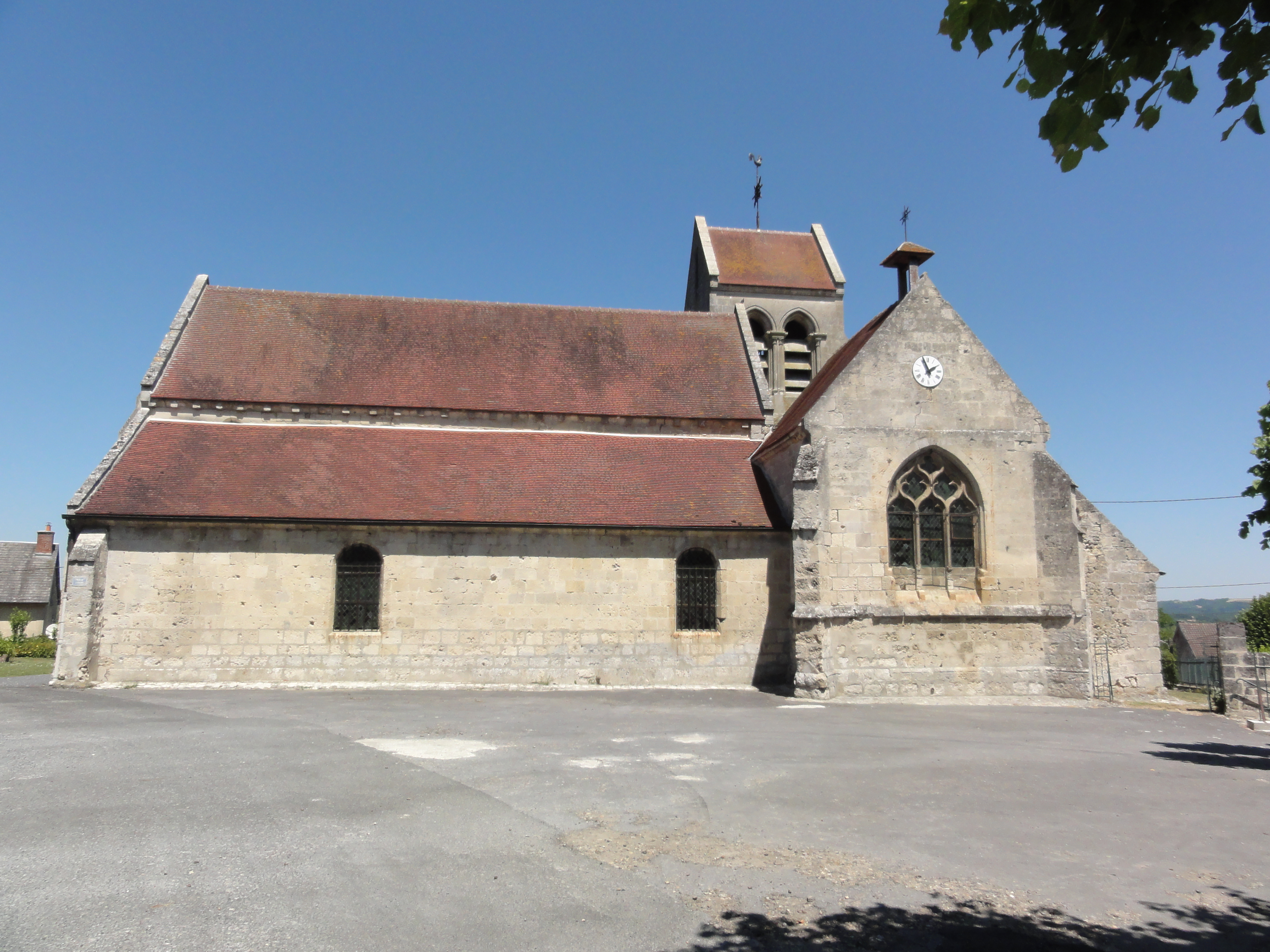
Façade sud.
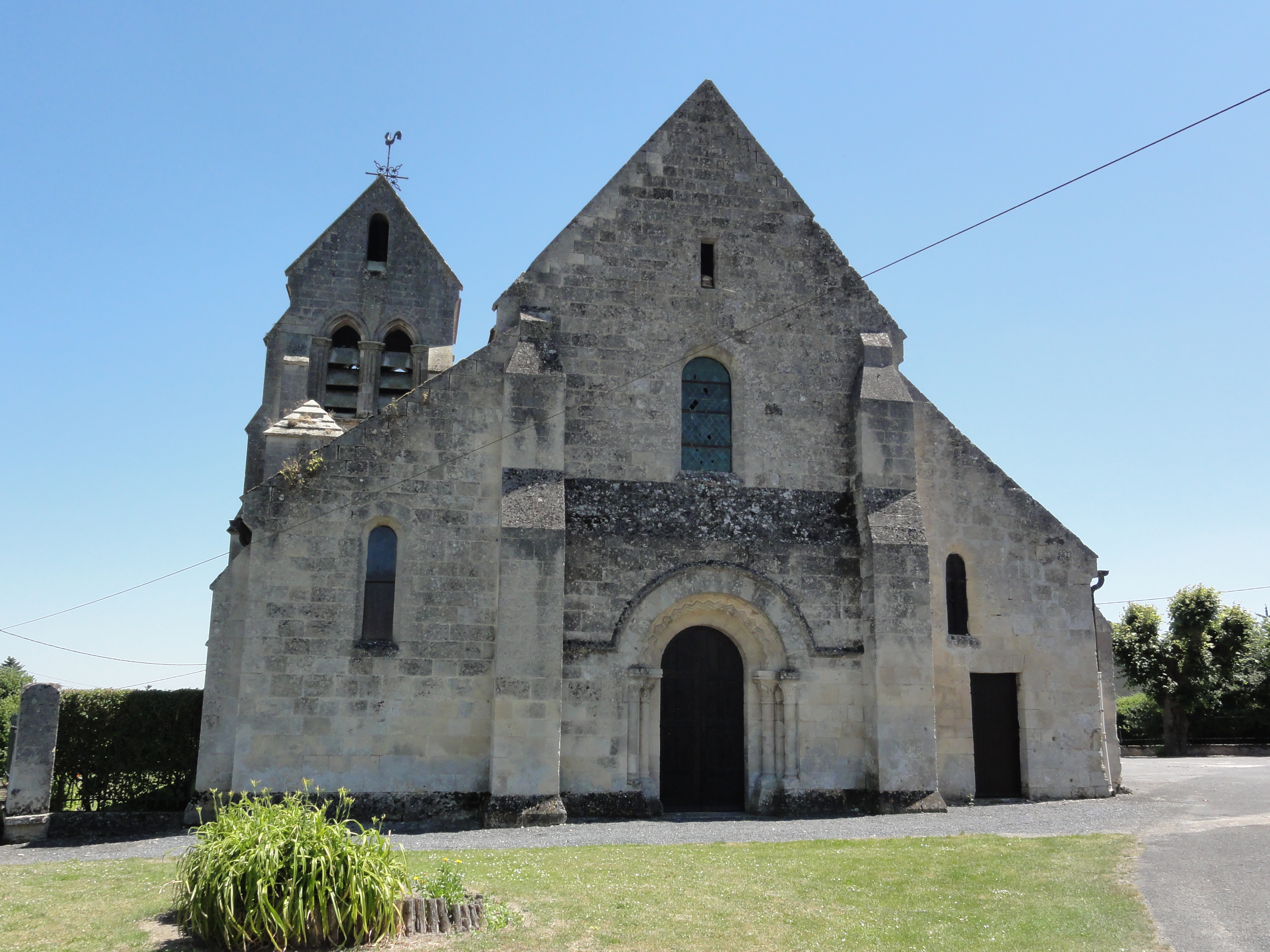
Façade ouest.

## Localisation
L'église est située sur la commune de Viel-Arcy, dans le département de l'Aisne.

## Historique
Le monument est inscrit au titre des monuments historiques en 1919 et 1933.